# Lijst van afleveringen van Hart to Hart
Dit is een lijst met afleveringen van de Amerikaanse televisieserie Hart to Hart. De serie telt 5 seizoenen. Een overzicht van alle afleveringen is hieronder te vinden.

## Seizoen 1
| #  | Titel aflevering           | Uitzenddatum USA  |
| -- | -------------------------- | ----------------- |
| 0  | Hart to Hart               | 25 augustus 1979  |
| 1  | Hit Jennifer Hart          | 22 september 1979 |
| 2  | Passport to Murder         | 29 september 1979 |
| 3  | Jonathan Hart Jr.          | 6 oktober 1979    |
| 4  | Death in the Slow Lane     | 13 oktober 1979   |
| 5  | You Made Me Kill You       | 23 oktober 1979   |
| 6  | Murder Between Friends     | 30 oktober 1979   |
| 7  | Cop Out                    | 6 november 1979   |
| 8  | Max in Love                | 13 november 1979  |
| 9  | A New Kind of High         | 27 november 1979  |
| 10 | With This Gun I Thee Wed   | 4 december 1979   |
| 11 | The Man with the Jade Eyes | 11 december 1979  |
| 12 | Color Jennifer Dead        | 8 januari 1980    |
| 13 | A Question of Innocence    | 15 januari 1980   |
| 14 | Night Horrors              | 22 januari 1980   |
| 15 | Which Way Freeway?         | 29 januari 1980   |
| 16 | Downhill to Death          | 5 februari 1980   |
| 17 | The Raid                   | 26 februari 1980  |
| 18 | Sixth Sense                | 11 maart 1980     |
| 19 | Does She, or Doesn't She?  | 18 maart 1980     |
| 20 | Cruise at Your Own Risk    | 8 april 1980      |
| 21 | Too Many Cooks Are Murder  | 6 mei 1980        |
| 22 | Death Set                  | 13 mei 1980       |

## Seizoen 2
| #  | Titel aflevering                  | Uitzenddatum USA |
| -- | --------------------------------- | ---------------- |
| 1  | Murder, Murder on the Wall        | 11 november 1980 |
| 2  | What Murder?                      | 18 november 1980 |
| 3  | This Lady Is Murder               | 25 november 1980 |
| 4  | Murder Is a Man's Best Friend     | 9 december 1980  |
| 5  | 'Tis the Season to Be Murdered    | 16 december 1980 |
| 6  | Murder Wrap                       | 6 januari 1981   |
| 7  | Murder in Paradise                | 13 januari 1981  |
| 8  | Ex-Wives Can Be Murder            | 20 januari 1981  |
| 9  | Murder Is a Drag                  | 3 februari 1981  |
| 10 | Hart-Shaped Murder                | 10 februari 1981 |
| 11 | Slow Boat to Murder               | 17 februari 1981 |
| 12 | Murder in the Saddle              | 24 februari 1981 |
| 13 | Homemade Murder                   | 3 maart 1981     |
| 14 | Solid Gold Murder                 | 24 maart 1981    |
| 15 | Getting Aweigh with Murder        | 14 april 1981    |
| 16 | The Murder of Jonathan Hart       | 28 april 1981    |
| 17 | The Latest in High Fashion Murder | 5 mei 1981       |
| 18 | Operation Murder                  | 12 mei 1981      |
| 19 | Murder Takes a Bow                | 19 mei 1981      |
| 20 | Blue Chip Murder                  | 26 mei 1981      |

## Seizoen 3
| #  | Titel aflevering              | Uitzenddatum USA |
| -- | ----------------------------- | ---------------- |
| 1  | Harts and Flowers             | 6 oktober 1981   |
| 2  | A Couple of Harts             | 13 oktober 1981  |
| 3  | Hart, Line, and Sinker        | 30 maart 1982    |
| 4  | Hartland Express              | 3 november 1981  |
| 5  | What Becomes a Murder Most?   | 10 november 1981 |
| 6  | Murder Up Their Sleeve        | 17 november 1981 |
| 7  | Harts Under Glass             | 24 november 1981 |
| 8  | Rhinestone Harts              | 1 december 1981  |
| 9  | Hart of Darkness              | 8 december 1981  |
| 10 | The Hartbreak Kid             | 15 december 1981 |
| 11 | From the Depths of My Hart    | 5 januari 1982   |
| 12 | Hartless Hobby                | 12 januari 1982  |
| 13 | My Hart Belongs to Daddy      | 19 januari 1982  |
| 14 | Hart of Diamonds              | 2 februari 1982  |
| 15 | Harts and Palms               | 9 februari 1982  |
| 16 | The Hart of the Matter        | 16 februari 1982 |
| 17 | Blue and Broken-Harted        | 23 februari 1982 |
| 18 | Harts on Their Toes           | 2 maart 1982     |
| 19 | Deep in the Hart of Dixieland | 9 maart 1982     |
| 20 | Vintage Harts                 | 23 maart 1982    |
| 21 | Hart and Sole                 | 6 april 1982     |
| 22 | The Harts Strike Out          | 4 mei 1982       |
| 23 | To Coin a Hart                | 11 mei 1982      |
| 24 | Harts and Fraud               | 18 mei 1982      |

## Seizoen 4
| #  | Titel aflevering           | Uitzenddatum USA  |
| -- | -------------------------- | ----------------- |
| 1  | On a Bed of Harts          | 28 september 1982 |
| 2  | With This Hart, I Thee Wed | 12 oktober 1982   |
| 3  | Million Dollar Harts       | 19 oktober 1982   |
| 4  | Harts on Campus            | 26 oktober 1982   |
| 5  | Harts at High Noon         | 9 november 1982   |
| 6  | Hart's Desire              | 16 november 1982  |
| 7  | Rich and Hartless          | 23 november 1982  |
| 8  | In the Hart of the Night   | 30 november 1982  |
| 9  | One Hart Too Many          | 7 december 1982   |
| 10 | A Christmas Hart           | 21 december 1982  |
| 11 | Hunted Harts               | 4 januari 1983    |
| 12 | Emily, by Hart             | 11 januari 1983   |
| 13 | Pounding Harts             | 18 januari 1983   |
| 14 | Chamber of Lost Harts      | 1 februari 1983   |
| 15 | Harts on the Scent         | 15 februari 1983  |
| 16 | Bahama Bound Harts         | 22 februari 1983  |
| 17 | As the Hart Turns          | 1 maart 1983      |
| 18 | The Wayward Hart           | 8 maart 1983      |
| 19 | A Change of Hart           | 22 maart 1983     |
| 20 | Hartstruck                 | 12 april 1983     |
| 21 | Too Close to Hart          | 3 mei 1983        |
| 22 | A Lighter Hart             | 10 mei 1983       |

## Seizoen 5
| #  | Titel aflevering              | Uitzenddatum USA  |
| -- | ----------------------------- | ----------------- |
| 1  | Two Harts Are Better Than One | 27 september 1983 |
| 2  | Straight Through the Hart     | 4 oktober 1983    |
| 3  | Hostage Hearts                | 18 oktober 1983   |
| 4  | Pandora Has Wings             | 25 oktober 1983   |
| 5  | Harts and Hounds              | 1 november 1983   |
| 6  | Love Game                     | 8 november 1983   |
| 7  | Passing Chance                | 15 november 1983  |
| 8  | Long Lost Love                | 22 november 1983  |
| 9  | Highland Fling                | 29 november 1983  |
| 10 | Year of the Dog               | 13 december 1983  |
| 11 | Trust Your Hart               | 20 december 1983  |
| 12 | Harts On the Run              | 3 januari 1984    |
| 13 | Whispers in the Wings         | 10 januari 1984   |
| 14 | Max's Waltz                   | 17 januari 1984   |
| 15 | The Dog Who Knew Too Much     | 24 januari 1984   |
| 16 | Silent Dance                  | 31 januari 1984   |
| 17 | Death Dig                     | 21 februari 1984  |
| 18 | The Shooting                  | 28 februari 1984  |
| 19 | Slam Dunk                     | 6 maart 1984      |
| 20 | Larsen's Last Jump            | 13 maart 1984     |
| 21 | Always, Elizabeth             | 15 mei 1984       |
| 22 | Meanwhile,Back at the Ranch   | 22 mei 1984       |